# Fortuna:Liga 2022/2023
Fortuna:Liga 2022/23 byl třicátý ročník nejvyšší fotbalové soutěže v České republice. První zápasy jejího prvního kola se uskutečnily o víkendu 30. a 31. července 2022. Poslední zápasy v rámci nadstavby o udržení se odehrály 28. května 2023. Teprve poté se odehrály ještě zápasy baráže mezi první a druhou ligou. Poslední zápas ročníku se odehrál 4. června 2023. V lize se objevil jediný nováček, tým FC Zbrojovka Brno, který vystřídal sestoupivší Karvinou.

## Týmy

### Stadiony a umístění
| Týmy                       | Stadiony                              | Kapacita |
| -------------------------- | ------------------------------------- | -------- |
| Bohemians Praha 1905       | Ďolíček                               | 6 300    |
| SK Dynamo České Budějovice | Fotbalový stadion Střelecký ostrov    | 6 681    |
| FC Hradec Králové          | Městský stadion Mladá Boleslav        | 5 000    |
| FK Jablonec                | Stadion Střelnice                     | 6 108    |
| FC Slovan Liberec          | Stadion U Nisy                        | 9 900    |
| FK Mladá Boleslav          | Městský stadion Mladá Boleslav        | 5 000    |
| FC Viktoria Plzeň          | Doosan Arena                          | 11 700   |
| SK Sigma Olomouc           | Andrův stadion                        | 12 541   |
| FC Baník Ostrava           | Městský stadion v Ostravě-Vítkovicích | 15 123   |
| FK Pardubice               | CFIG Aréna                            | 4 620    |
| SK Slavia Praha            | Fortuna Arena                         | 20 232   |
| 1. FC Slovácko             | MFS Miroslava Valenty                 | 8 000    |
| AC Sparta Praha            | epet ARENA                            | 18 887   |
| FK Teplice                 | Stadion Na Stínadlech                 | 18 221   |
| FC Trinity Zlín            | Letná                                 | 5 898    |
| FC Zbrojovka Brno          | ADAX INVEST Arena                     | 10 785   |

### Trenéři a kapitáni
Poznámka: V kolonce Kapitán uvedeni všichni hráči, kteří nesli v utkáních kapitánskou pásku, v závorce uveden počet zápasů.
| Tým                        | Trenér              | Kapitán                                                                              |
| -------------------------- | ------------------- | ------------------------------------------------------------------------------------ |
| Bohemians Praha 1905       | Jaroslav Veselý     | Josef Jindřišek (21) Lukáš Hůlka (4)                                                 |
| SK Dynamo České Budějovice | Marek Nikl          | Martin Králik (24) Lukáš Havel (1)                                                   |
| FC Hradec Králové          | Miroslav Koubek     | Jakub Rada (10) Petr Kodeš (8) Adam Vlkanova (5) Pavel Dvořák (1) František Čech (1) |
| FK Jablonec                | David Horejš        | Tomáš Hübschman (14) Jan Krob (6) Jakub Považanec (3) Jan Chramosta (2)              |
| FC Slovan Liberec          | Luboš Kozel         | Theodor Gebre Selassie (16) Dominik Plechatý (7) Jan Mikula (2)                      |
| FK Mladá Boleslav          | Pavel Hoftych       | Marek Matějovský (13) Ondřej Karafiát (6) Marek Suchý (4) Daniel Mareček (1)         |
| SK Sigma Olomouc           | Václav Jílek        | Radim Breite (24) Vít Beneš (1)                                                      |
| FC Baník Ostrava           | Pavel Hapal         | Jan Laštůvka (24) Filip Kaloč (1)                                                    |
| FK Pardubice               | Radoslav Kováč      | Pavel Černý (22) Michal Hlavatý (2) Kamil Vacek (1)                                  |
| FC Viktoria Plzeň          | Michal Bílek        | Lukáš Hejda (19) Luděk Pernica (5) Lukáš Kalvach (1)                                 |
| SK Slavia Praha            | Jindřich Trpišovský | Stanislav Tecl (9) Tomáš Holeš (8) Peter Olayinka (7) Aleš Mandous (1)               |
| 1. FC Slovácko             | Martin Svědík       | Michal Kadlec (20) Vlastimil Daníček (4) Stanislav Hofmann (1)                       |
| AC Sparta Praha            | Brian Priske        | David Pavelka (11) Ladislav Krejčí (10) Dávid Hancko (3) Filip Panák (1)             |
| FK Teplice                 | Jiří Jarošík        | Tomáš Grigar (15) Tomáš Vondrášek (8) Lukáš Mareček (2) Daniel Trubač (1)            |
| FC Trinity Zlín            | Pavel Vrba          | Václav Procházka (22) Marek Hlinka (2) Dominik Simerský (1)                          |
| FC Zbrojovka Brno          | Richard Dostálek    | Jakub Řezníček (24) Jakub Šural (1)                                                  |

#### Změny trenérů
| Tým                        | Končící trenér                                | Důvod                        | Datum          |        | Kolo         | Pozice       | Nový trenér                                   | Datum          |        |
| -------------------------- | --------------------------------------------- | ---------------------------- | -------------- | ------ | ------------ | ------------ | --------------------------------------------- | -------------- | ------ |
| SK Dynamo České Budějovice | David Horejš                                  | neuspokojivé výsledky        | 30. dubna      | [ 5 ]  | Před sezonou | Před sezonou | Jozef Weber                                   | 6. května      | [ 6 ]  |
| FC Baník Ostrava           | Tomáš Galásek                                 | podepsána náhrada za Smetanu | 14. května     | [ 7 ]  | Před sezonou | Před sezonou | Pavel Vrba                                    | 14. května     | [ 8 ]  |
| FK Jablonec                | Jiří Vágner                                   | podepsána náhrada za Radu    | 19. května     | [ 9 ]  | Před sezonou | Před sezonou | David Horejš                                  | 19. května     | [ 10 ] |
| AC Sparta Praha            | Michal Horňák                                 | podepsána náhrada za Vrbu    | 31. května     | [ 11 ] | Před sezonou | Před sezonou | Brian Priske                                  | 31. května     | [ 12 ] |
| FK Pardubice               | Jiří Krejčí a Jaroslav Novotný                | neuspokojivé výsledky        | 29. srpna      |        | 5.           | 16.          | Pavel Němeček (dočasně)                       | 29. srpna      | [ 13 ] |
| FK Pardubice               | Pavel Němeček (dočasný)                       | pověřen vedením týmu         | 12. září       |        | 8.           | 16.          | Radoslav Kováč                                | 12. září       | [ 14 ] |
| FC Baník Ostrava           | Pavel Vrba                                    | neuspokojivé výsledky        | 10. října      | [ 15 ] | 11.          | 14.          | Pavel Hapal                                   | 12. října      | [ 16 ] |
| SK Dynamo České Budějovice | Jozef Weber                                   | neuspokojivé výsledky        | 31. října      |        | 14.          | 14.          | Jiří Lerch Jiří Kladrubský (do konce podzimu) | 31. října      | [ 17 ] |
| SK Dynamo České Budějovice | Jiří Lerch Jiří Kladrubský (do konce podzimu) | pověřeni vedením týmu        | 13. listopadu  |        | 16.          | 13.          | Marek Nikl Tomáš Zápotočný (asistent)         | 13. listopadu  | [ 18 ] |
| FC Trinity Zlín            | Jan Jelínek                                   | neuspokojivé výsledky        | 14. listopadu  | [ 19 ] | 16.          | 15.          | Pavel Vrba                                    | 28. listopadu  | [ 20 ] |
| FK Teplice                 | Jiří Jarošík                                  | neuspokojivé výsledky        | 5. března      | [ 21 ] | 22.          | 14.          | Zdenko Frťala                                 | 6. března      | [ 22 ] |
| FC Zbrojovka Brno          | Richard Dostálek                              | neuspokojivé výsledky        | 11. dubna 2023 | [ 23 ] | 26.          | 13.          | Martin Hašek                                  | 11. dubna 2023 | [ 23 ] |

## Základní část

### Tabulka
| Poř. | Tým                        | Z  | V  | R  | P  | VG | OG | B  |
| ---- | -------------------------- | -- | -- | -- | -- | -- | -- | -- |
| 1.   | AC Sparta Praha            | 30 | 20 | 8  | 2  | 70 | 29 | 68 |
| 2.   | SK Slavia Praha            | 30 | 20 | 6  | 4  | 81 | 25 | 66 |
| 3.   | FC Viktoria Plzeň (C)      | 30 | 17 | 6  | 7  | 55 | 29 | 57 |
| 4.   | Bohemians Praha 1905       | 30 | 14 | 6  | 10 | 53 | 49 | 48 |
| 5.   | 1. FC Slovácko             | 30 | 13 | 7  | 10 | 36 | 38 | 46 |
| 6.   | SK Sigma Olomouc           | 30 | 10 | 11 | 9  | 45 | 40 | 41 |
| 7.   | FC Slovan Liberec          | 30 | 10 | 8  | 12 | 39 | 43 | 38 |
| 8.   | FC Hradec Králové          | 30 | 11 | 5  | 14 | 34 | 40 | 38 |
| 9.   | FK Mladá Boleslav          | 30 | 9  | 10 | 11 | 39 | 42 | 37 |
| 10.  | SK Dynamo České Budějovice | 30 | 10 | 5  | 15 | 35 | 54 | 35 |
| 11.  | FK Jablonec                | 30 | 9  | 8  | 13 | 46 | 57 | 35 |
| 12.  | FC Baník Ostrava           | 30 | 9  | 8  | 13 | 43 | 42 | 35 |
| 13.  | FK Teplice                 | 30 | 8  | 8  | 14 | 38 | 63 | 32 |
| 14.  | FC Zbrojovka Brno (N)      | 30 | 8  | 7  | 15 | 40 | 56 | 31 |
| 15.  | FK Pardubice               | 30 | 8  | 4  | 18 | 29 | 58 | 28 |
| 16.  | FC Trinity Zlín            | 30 | 5  | 11 | 14 | 37 | 55 | 26 |

Poznámky:
- Z = Odehrané zápasy; V = Vítězství; R = Remízy; P = Prohry; VG = Vstřelené góly; OG = Obdržené góly; B = Body
- (N) = nováček (předchozí sezónu hrál nižší soutěž a postoupil), (C) = obhájce titulu

|  | Postup do nadstavbové skupiny o titul                        |
|  | Postup do nadstavbové skupiny o nasazení do 3. kola MOL Cupu |
|  | Sestup do nadstavbové skupiny o sestup                       |

### Pořadí po jednotlivých kolech
Při shodném počtu bodů a skóre mohou být kluby umístěny na stejném místě v průběhu soutěže (zejména zpočátku), v závěru platí v případě rovnosti bodů a skóre dodatečná kritéria, která rozhodují o konečném pořadí.
| Klub / kolo      | 1         | 2  | 3  | 4  | 5  | 6  | 7  | 8  | 9  | 10 | 11 | 12 | 13 | 14 | 15 | 16 | 17 | 18 | 19 | 20 | 21 | 22 | 23 | 24 | 25 | 26 | 27 | 28 | 29 | 30 |   |
| ---------------- | --------- | -- | -- | -- | -- | -- | -- | -- | -- | -- | -- | -- | -- | -- | -- | -- | -- | -- | -- | -- | -- | -- | -- | -- | -- | -- | -- | -- | -- | -- | - |
| Klub / kolo      | Bohemians | 1  | 2  | 1  | 6  | 6  | 7  | 6  | 7  | 5  | 4  | 4  | 5  | 5  | 6  | 5  | 7  | 6  | 4  | 5  | 6  | 7  | 5  | 4  | 4  | 4  | 4  | 4  | 4  | 4  | 4 |
| Brno             | 8         | 3  | 1  | 5  | 8  | 6  | 7  | 5  | 6  | 6  | 8  | 10 | 8  | 5  | 8  | 11 | 11 | 11 | 11 | 11 | 10 | 11 | 9  | 12 | 12 | 13 | 12 | 13 | 13 | 14 |   |
| České Budějovice | 3         | 9  | 8  | 9  | 10 | 8  | 10 | 12 | 15 | 13 | 13 | 8  | 11 | 14 | 11 | 13 | 13 | 13 | 14 | 12 | 13 | 13 | 13 | 10 | 11 | 12 | 13 | 12 | 12 | 10 |   |
| Hradec Králové   | 5         | 10 | 11 | 8  | 5  | 3  | 3  | 6  | 7  | 7  | 5  | 4  | 4  | 4  | 4  | 5  | 4  | 6  | 7  | 7  | 5  | 7  | 7  | 7  | 9  | 7  | 7  | 7  | 8  | 8  |   |
| Jablonec         | 15        | 13 | 14 | 14 | 14 | 15 | 15 | 13 | 10 | 8  | 9  | 12 | 13 | 10 | 13 | 14 | 14 | 14 | 12 | 13 | 12 | 10 | 10 | 9  | 7  | 8  | 8  | 10 | 10 | 11 |   |
| Liberec          | 4         | 1  | 4  | 4  | 2  | 4  | 5  | 3  | 4  | 5  | 6  | 7  | 7  | 8  | 7  | 9  | 9  | 8  | 8  | 8  | 9  | 9  | 11 | 11 | 10 | 10 | 11 | 9  | 7  | 7  |   |
| Mladá Boleslav   | 11        | 11 | 13 | 15 | 9  | 11 | 9  | 10 | 8  | 9  | 10 | 11 | 9  | 11 | 9  | 6  | 8  | 10 | 10 | 9  | 8  | 8  | 8  | 8  | 8  | 9  | 10 | 8  | 9  | 9  |   |
| Olomouc          | 2         | 7  | 10 | 12 | 13 | 14 | 12 | 14 | 9  | 12 | 7  | 6  | 6  | 7  | 6  | 4  | 5  | 5  | 6  | 5  | 6  | 6  | 6  | 6  | 6  | 6  | 6  | 6  | 6  | 6  |   |
| Ostrava          | 16        | 12 | 9  | 10 | 11 | 12 | 14 | 9  | 11 | 14 | 14 | 9  | 12 | 9  | 12 | 10 | 10 | 9  | 9  | 10 | 11 | 12 | 12 | 13 | 13 | 11 | 9  | 11 | 11 | 12 |   |
| Pardubice        | 14        | 16 | 12 | 13 | 16 | 16 | 16 | 16 | 16 | 16 | 16 | 16 | 16 | 16 | 16 | 16 | 16 | 16 | 16 | 16 | 15 | 15 | 16 | 14 | 16 | 16 | 16 | 15 | 15 | 15 |   |
| Plzeň            | 7         | 4  | 3  | 7  | 4  | 2  | 2  | 2  | 1  | 1  | 1  | 1  | 1  | 1  | 1  | 1  | 2  | 2  | 2  | 2  | 2  | 2  | 3  | 3  | 3  | 3  | 3  | 3  | 3  | 3  |   |
| Slavia           | 13        | 6  | 5  | 1  | 1  | 1  | 1  | 1  | 2  | 2  | 2  | 2  | 2  | 2  | 2  | 2  | 1  | 1  | 1  | 1  | 1  | 1  | 1  | 1  | 1  | 2  | 2  | 1  | 1  | 2  |   |
| Slovácko         | 9         | 5  | 7  | 3  | 7  | 9  | 8  | 8  | 12 | 10 | 11 | 13 | 10 | 12 | 10 | 8  | 7  | 7  | 4  | 4  | 4  | 4  | 5  | 5  | 5  | 5  | 5  | 5  | 5  | 5  |   |
| Sparta           | 12        | 8  | 6  | 2  | 3  | 5  | 4  | 4  | 3  | 3  | 3  | 3  | 3  | 3  | 3  | 3  | 3  | 3  | 3  | 3  | 3  | 3  | 2  | 2  | 2  | 1  | 1  | 2  | 2  | 1  |   |
| Teplice          | 6         | 15 | 15 | 11 | 12 | 13 | 11 | 11 | 13 | 11 | 12 | 14 | 14 | 13 | 14 | 12 | 12 | 12 | 13 | 14 | 14 | 14 | 14 | 15 | 14 | 14 | 14 | 14 | 14 | 13 |   |
| Zlín             | 10        | 14 | 16 | 16 | 15 | 10 | 13 | 15 | 14 | 15 | 15 | 15 | 15 | 15 | 15 | 15 | 15 | 15 | 15 | 15 | 16 | 16 | 15 | 16 | 15 | 15 | 15 | 16 | 16 | 16 |   |

### Křížová tabulka
| Domácí \ Hosté | BRN | BOH | CBU | HKR | JAB | LIB | MLB | OLO | OST | PCE | PLZ | SLA | SLO | SPA | TEP | ZLN |
| Brno           |     | 1–2 | 1–1 | 1–2 | 1–2 | 3–0 | 3–1 | 2–3 | 2–1 | 2–1 | 1–3 | 0–4 | 2–2 | 0–4 | 2–2 | 1–1 |
| Bohemians      | 1–1 |     | 1–2 | 1–2 | 4–1 | 0–2 | 4–0 | 1–1 | 3–3 | 2–0 | 1–1 | 1–4 | 1–0 | 2–6 | 2–0 | 3–2 |
| Č. Budějovice  | 3–2 | 1–0 |     | 0–3 | 5–1 | 0–2 | 0–2 | 0–3 | 2–1 | 3–1 | 0–1 | 1–0 | 2–2 | 0–2 | 0–3 | 2–2 |
| Hradec Kr.     | 2–1 | 0–2 | 2–1 |     | 1–4 | 1–2 | 0–1 | 1–0 | 0–0 | 1–3 | 1–2 | 1–0 | 1–2 | 0–2 | 4–1 | 0–0 |
| Jablonec       | 3–1 | 0–3 | 3–0 | 3–0 |     | 1–1 | 1–2 | 2–2 | 1–1 | 1–0 | 0–3 | 2–3 | 1–1 | 1–1 | 4–1 | 2–2 |
| Liberec        | 3–1 | 1–3 | 1–1 | 2–0 | 2–0 |     | 1–3 | 2–2 | 0–0 | 1–1 | 0–1 | 2–2 | 0–1 | 1–3 | 5–1 | 2–1 |
| Ml. Boleslav   | 0–0 | 4–3 | 2–2 | 1–2 | 2–2 | 4–0 |     | 1–1 | 1–0 | 0–1 | 0–0 | 1–1 | 1–1 | 1–3 | 3–0 | 1–1 |
| Olomouc        | 0–2 | 2–2 | 3–0 | 2–2 | 3–0 | 1–1 | 2–0 |     | 1–4 | 2–2 | 2–3 | 2–0 | 1–2 | 1–1 | 1–2 | 2–1 |
| Ostrava        | 1–2 | 4–1 | 1–2 | 0–2 | 1–2 | 0–0 | 3–1 | 0–3 |     | 3–0 | 2–1 | 0–2 | 3–1 | 0–3 | 1–2 | 3–1 |
| Pardubice      | 1–3 | 0–1 | 0–2 | 1–0 | 1–0 | 2–1 | 0–3 | 0–2 | 1–1 |     | 1–1 | 0–2 | 3–1 | 0–2 | 3–1 | 2–1 |
| Plzeň          | 4–0 | 1–2 | 2–1 | 1–2 | 3–2 | 2–1 | 2–0 | 1–1 | 3–1 | 2–1 |     | 3–0 | 3–0 | 0–1 | 1–1 | 4–0 |
| Slavia         | 2–0 | 3–0 | 6–1 | 1–1 | 5–1 | 3–0 | 2–1 | 4–0 | 3–1 | 7–0 | 2–1 |     | 2–0 | 4–0 | 6–0 | 4–1 |
| Slovácko       | 1–0 | 2–4 | 1–0 | 1–0 | 0–2 | 1–2 | 2–1 | 0–0 | 0–1 | 1–0 | 2–0 | 1–1 |     | 1–1 | 2–1 | 3–0 |
| Sparta         | 3–1 | 1–1 | 1–0 | 2–1 | 3–0 | 1–2 | 4–1 | 2–0 | 1–1 | 5–2 | 2–1 | 3–3 | 4–0 |     | 4–1 | 0–0 |
| Teplice        | 1–1 | 0–1 | 0–2 | 1–0 | 3–2 | 2–1 | 1–1 | 2–1 | 0–5 | 5–1 | 2–2 | 1–1 | 1–3 | 2–2 |     | 0–0 |
| Zlín           | 2–3 | 4–1 | 5–1 | 2–2 | 2–2 | 2–1 | 0–0 | 0–1 | 1–1 | 2–1 | 0–3 | 0–4 | 0–2 | 2–3 | 2–1 |     |

Aktualizováno po zápasech hraných 30. dubna 2023
Zdroj: 

Vysvětlivky
1. ↑  Domácí tým je uveden v levém sloupci

Barvy: Modrá = výhra domácích; Žlutá = remíza; Červená = výhra hostů

## Nadstavbové skupiny
Kluby se na základě umístění po třiceti kolech rozdělily do tří skupin.
Pravidla pro určení pořadí ve skupinách o titul a o záchranu (konečného pořadí) v případě shodného počtu bodů více družstev po odehrání základní i nadstavbové části:
1. Vyšší počet bodů získaný v základní části
2. Vyšší počet bodů získaný ve vzájemných utkáních v základní části
3. Brankový rozdíl ze vzájemných utkání v základní části
4. Vyšší počet vstřelených branek ve vzájemných utkáních v základní části
5. Vyšší brankový rozdíl ze všech utkání v celé soutěži (včetně nadstavbové části)
6. Vyšší počet vstřelených branek v celé soutěži (včetně nadstavbové části)
7. Vyšší umístění v soutěži Fair – play
8. Los

### Skupina o titul
Klubům zůstává celkový počet dosažených bodů v základní části. Hraje se systémem každý s každým jednokolově. Kluby umístěné v tabulce základní části na 1.–3. místě hrají tři utkání na domácím stadionu, kluby umístěné v tabulce základní části na 4.–6. místě hrají dvě utkání na domácím stadionu.
Tabulka nadstavbové části – skupina o titul
| Poř. | Tým                  | Z  | V  | R  | P  | VG | OG | B  |
| ---- | -------------------- | -- | -- | -- | -- | -- | -- | -- |
| 1.   | AC Sparta Praha      | 35 | 23 | 9  | 3  | 76 | 33 | 78 |
| 2.   | SK Slavia Praha      | 35 | 24 | 6  | 5  | 98 | 31 | 78 |
| 3.   | FC Viktoria Plzeň    | 35 | 18 | 7  | 10 | 60 | 38 | 61 |
| 4.   | Bohemians Praha 1905 | 35 | 15 | 7  | 13 | 56 | 58 | 52 |
| 5.   | 1. FC Slovácko       | 35 | 13 | 11 | 11 | 40 | 46 | 50 |
| 6.   | SK Sigma Olomouc     | 35 | 12 | 12 | 11 | 53 | 47 | 48 |

|  | Postup do 3. předkola Ligy mistrů UEFA 2023/24                    |
|  | Postup do 3. předkola Evropské ligy UEFA 2023/24                  |
|  | Postup do 2. předkola Evropské konferenční ligy ligy UEFA 2023/24 |

Pořadí po jednotlivých kolech
| Klub / kolo | 31        | 32 | 33 | 34 | 35 |   |
| ----------- | --------- | -- | -- | -- | -- | - |
| Klub / kolo | Bohemians | 4  | 4  | 5  | 4  | 4 |
| Olomouc     | 6         | 6  | 6  | 6  | 6  |   |
| Plzeň       | 3         | 3  | 3  | 3  | 3  |   |
| Slavia      | 2         | 2  | 2  | 2  | 2  |   |
| Slovácko    | 5         | 5  | 4  | 5  | 5  |   |
| Sparta      | 1         | 1  | 1  | 1  | 1  |   |

Křížová tabulka nadstavbové části skupiny o titul
| Domácí \ Hosté | SPA | SLA | PLZ | BOH | SLO | OLO |
| Sparta         |     | 3–2 | 0–1 | 2–1 |     |     |
| Slavia         |     |     | 2–1 | 6–0 | 4–0 |     |
| Plzeň          |     |     |     | 0–2 | 2–2 | 1–3 |
| Slovácko       | 0–0 |     |     |     |     | 2–2 |
| Bohemians      |     |     |     |     | 0–0 | 0–1 |
| Olomouc        | 0–1 | 2–3 |     |     |     |     |

Aktualizováno po zápasech hraných 27. května 2023
Zdroj: 

Vysvětlivky
1. ↑  Domácí tým je uveden v levém sloupci

Barvy: Modrá = výhra domácích; Žlutá = remíza; Červená = výhra hostů

### Skupina o umístění
Hrálo se vyřazovacím způsobem na dvě utkání – klub umístěný v tabulce základní části na 7. místě proti klubu na 10. místě a klub umístěný v tabulce základní části na 8. místě proti klubu na 9. místě. První utkání se odehrála na stadionu klubu, který se v tabulce základní části umístil níže. Vítězná družstva ze semifinále postoupila do finále soutěže. Vítězné družstvo „finálového dvojutkání“ z Liberce získalo nasazení do třetího kola MOL Cupu a bonus v podobě jednoho milionu korun.
|  | semifinále skupiny o nasazení do 3. kola MOL Cupu | semifinále skupiny o nasazení do 3. kola MOL Cupu | semifinále skupiny o nasazení do 3. kola MOL Cupu | semifinále skupiny o nasazení do 3. kola MOL Cupu | semifinále skupiny o nasazení do 3. kola MOL Cupu |   |    | finále skupiny o nasazení do 3. kola MOL Cupu | finále skupiny o nasazení do 3. kola MOL Cupu | finále skupiny o nasazení do 3. kola MOL Cupu | finále skupiny o nasazení do 3. kola MOL Cupu | finále skupiny o nasazení do 3. kola MOL Cupu |
|  |                                                   |                                                   |                                                   |                                                   |                                                   |   |    |                                               |                                               |                                               |                                               |                                               |
|  | 7.                                                | Liberec                                           | 2                                                 | 4                                                 | 6                                                 |   |    |                                               |                                               |                                               |                                               |                                               |
|  | 10.                                               | České Budějovice                                  | 3                                                 | 0                                                 | 3                                                 |   |    |                                               |                                               |                                               |                                               |                                               |
|  |                                                   |                                                   |                                                   |                                                   |                                                   |   | 7. | Liberec                                       | 4                                             | 2                                             | 6                                             |                                               |
|  |                                                   | 8.                                                | Hradec Králové                                    | 0                                                 | 3                                                 | 3 |    |                                               |                                               |                                               |                                               |                                               |
|  | 8.                                                | Hradec Králové                                    | 0                                                 | 2                                                 | 2                                                 |   |    |                                               |                                               |                                               |                                               |                                               |
|  | 9.                                                | Mladá Boleslav                                    | 0                                                 | 0                                                 | 0                                                 |   |    |                                               |                                               |                                               |                                               |                                               |

### Skupina o záchranu
Hraje se systémem každý s každým jednokolově. Kluby umístěné v tabulce základní části na 11.–13. místě hrají tři utkání na domácím stadionu, kluby umístěné v tabulce základní části na 14.–16. místě hrají dvě utkání na domácím stadionu. Klubům zůstává celkový počet dosažených bodů v základní části.
Tabulka nadstavbové části – skupina o záchranu
| Poř. | Tým               | Z  | V  | R  | P  | VG | OG | B  |
| ---- | ----------------- | -- | -- | -- | -- | -- | -- | -- |
| 11.  | FC Baník Ostrava  | 35 | 11 | 9  | 15 | 53 | 50 | 42 |
| 12.  | FK Teplice        | 35 | 11 | 9  | 15 | 45 | 67 | 42 |
| 13.  | FK Jablonec       | 35 | 10 | 10 | 15 | 49 | 63 | 40 |
| 14.  | FK Pardubice      | 35 | 11 | 4  | 20 | 38 | 63 | 37 |
| 15.  | FC Trinity Zlín   | 35 | 7  | 13 | 15 | 43 | 60 | 34 |
| 16.  | FC Zbrojovka Brno | 35 | 8  | 9  | 18 | 41 | 64 | 33 |

|  | Přesun do baráže o udržení             |
|  | Sestup do Fortuna:Národní ligy 2023/24 |

Pořadí po jednotlivých kolech
| Klub / kolo | 31   | 32 | 33 | 34 | 35 |    |
| ----------- | ---- | -- | -- | -- | -- | -- |
| Klub / kolo | Brno | 14 | 14 | 14 | 16 | 16 |
| Jablonec    | 13   | 13 | 12 | 12 | 13 |    |
| Ostrava     | 11   | 11 | 11 | 11 | 11 |    |
| Pardubice   | 15   | 15 | 15 | 14 | 14 |    |
| Teplice     | 12   | 12 | 13 | 13 | 12 |    |
| Zlín        | 16   | 16 | 16 | 15 | 15 |    |

Křížová tabulka nadstavbové části skupiny o záchranu
| Domácí \ Hosté | OST | TEP | JAB | PCE | ZLN | BRN |
| Ostrava        |     | 2–1 |     | 2–4 |     | 4–0 |
| Jablonec       | 1–1 | 0–2 |     |     |     | 1–0 |
| Teplice        |     |     |     | 1–0 | 2–1 | 1–1 |
| Pardubice      |     |     | 2–0 |     | 1–2 |     |
| Zlín           | 2–1 | 1–1 |     |     |     |     |
| Brno           |     |     |     | 0–2 | 0–0 |     |

Aktualizováno po zápasech hraných 28. května 2023
Zdroj: 

Vysvětlivky
1. ↑  Domácí tým je uveden v levém sloupci

Barvy: Modrá = výhra domácích; Žlutá = remíza; Červená = výhra hostů

### Baráž o Fortuna ligu 2023/24
Baráži o udržení v následujícím ročníku nejvyšší české fotbalové ligy se odehrála mezi dvěma dvojicemi týmů po dvou zápasech, přičemž každý tým odehrál jeden zápas doma a druhý venku. Patnácté Pardubice se utkaly s Příbramí, která skončila v souběžné hraném ročníku F:NL na druhém místě. Čtrnáctý Zlín vyzval třetí tým nižší soutěže, Vyškov.
Oba prvoligové kluby své dvojzápasy vyhrály a uhájily tak svou příslušnost i pro další ročník. Jediným nováčkem soutěže se tak v následující sezoně stal tehdejší vítěz F:NL MFK Karviná.
| Domácí v 1. zápase | Celkem | Hosté v 1. zápase | 1. zápas | 2. zápas |
| ------------------ | ------ | ----------------- | -------- | -------- |
| FK Viagem Příbram  | 0 : 2  | FK Pardubice      | 0:2      | 0:0      |
| FC Trinity Zlín    | 1 : 0  | MFK Vyškov        | 1:0      | 0:0      |

## Statistiky

### Góly
| Poř. | Hráč            | Tým                                 | Gól |
| ---- | --------------- | ----------------------------------- | --- |
| 1.   | Václav Jurečka  | SK Slavia Praha                     | 20  |
| 2.   | Jakub Řezníček  | FC Zbrojovka Brno                   | 19  |
| 3.   | Jan Chramosta   | FK Jablonec                         | 15  |
| 4.   | Jan Kuchta      | AC Sparta Praha                     | 14  |
| 4.   | Mick van Buren  | FC Slovan Liberec / SK Slavia Praha | 14  |
| 6.   | Tomáš Chorý     | FC Viktoria Plzeň                   | 13  |
| 6.   | Ladislav Krejčí | AC Sparta Praha                     | 13  |
| 8.   | Tomáš Čvančara  | AC Sparta Praha                     | 12  |
| 8.   | Mojmír Chytil   | SK Sigma Olomouc                    | 12  |
| 10.  | 5 hráčů         | 5 hráčů                             | 11  |

#### Hattrick
| Hráč           | Tým                  | Datum           | Kolo | Soupeř               | Výsledek |
| -------------- | -------------------- | --------------- | ---- | -------------------- | -------- |
| Mick van Buren | FC Slovan Liberec    | 6. srpna 2022   | 2.   | FK Teplice           | 5:1      |
| Stanislav Tecl | SK Slavia Praha      | 21. srpna 2022  | 4.   | FK Pardubice         | 7:0      |
| Filip Žák      | FK Teplice           | 2. října 2022   | 10.  | FK Pardubice         | 5:1      |
| Roman Květ     | Bohemians Praha 1905 | 9. října 2022   | 11.  | 1. FC Slovácko       | 4:2      |
| Jakub Řezníček | FC Zbrojovka Brno    | 22. října 2022  | 13.  | FK Pardubice         | 3:1      |
| Muhamed Tijani | FC Baník Ostrava     | 30. dubna 2023  | 30.  | SK Sigma Olomouc     | 4:1      |
| Václav Jurečka | SK Slavia Praha      | 7. května 2023  | 31.  | Bohemians Praha 1905 | 6:0      |
| Václav Jurečka | SK Slavia Praha      | 27. května 2023 | 35.  | 1. FC Slovácko       | 4:0      |

### Asistence
| Poř. | Hráč               | Tým                        | A |
| ---- | ------------------ | -------------------------- | - |
| 1.   | Marek Matějovský   | FK Mladá Boleslav          | 9 |
| 2.   | Casper Højer       | AC Sparta Praha            | 8 |
| 3.   | Stanislav Tecl     | SK Slavia Praha            | 7 |
| 3.   | Jakub Hora         | SK Dynamo České Budějovice | 7 |
| 3.   | Robert Hrubý       | FC Trinity Zlín            | 7 |
| 3.   | Nemanja Kuzmanović | FC Baník Ostrava           | 7 |
| 3.   | David Jurásek      | SK Slavia Praha            | 7 |
| 8.   | 9 hráčů            | 9 hráčů                    | 6 |

### Čistá konta
| Poř. | Hráč            | Tým                  | Čisté konto |
| ---- | --------------- | -------------------- | ----------- |
| 1.   | Filip Nguyen    | 1. FC Slovácko       | 11          |
| 2.   | Ondřej Kolář    | SK Slavia Praha      | 10          |
| 2.   | Jindřich Staněk | FC Viktoria Plzeň    | 10          |
| 2.   | Matěj Kovář     | AC Sparta Praha      | 10          |
| 5.   | Jan Šeda        | FK Mladá Boleslav    | 6           |
| 5.   | Michal Reichl   | FC Hradec Králové    | 6           |
| 5.   | Martin Jedlička | Bohemians Praha 1905 | 6           |
| 5.   | Jakub Trefil    | SK Sigma Olomouc     | 6           |
| 9.   | 2 brankáři      | 2 brankáři           | 5           |

### Žluté karty
| Poř. | Hráč             | Tým               |    |
| ---- | ---------------- | ----------------- | -- |
| 1.   | Lukáš Hejda      | FC Viktoria Plzeň | 10 |
| 1.   | Jakub Šural      | FC Zbrojovka Brno | 10 |
| 1.   | Petr Kodeš       | FC Hradec Králové | 10 |
| 4.   | Kamil Vacek      | FK Pardubice      | 9  |
| 4.   | Jhon Mosquera    | FC Viktoria Plzeň | 9  |
| 4.   | Vladimir Jovović | FK Jablonec       | 9  |
| 4.   | Filip Kaloč      | FC Baník Ostrava  | 9  |
| 8.   | 6 hráčů          | 6 hráčů           | 8  |

### Červené karty
| Poř. | Hráč         | Tým                        | Vyloučení |
| ---- | ------------ | -------------------------- | --------- |
| 1.   | Vojtěch Smrž | FC Hradec Králové          | 3         |
| 2.   | Martin Fillo | FC Trinity Zlín            | 2         |
| 2.   | Lukáš Hejda  | FC Viktoria Plzeň          | 2         |
| 2.   | Michal Leibl | FC Hradec Králové          | 2         |
| 2.   | Lukáš Havel  | SK Dynamo České Budějovice | 2         |
| 2.   | Gigli Ndefe  | FC Slovan Liberec          | 2         |
| 2.   | Aiham Ousou  | SK Slavia Praha            | 2         |
| 8.   | 55 hráčů     | 55 hráčů                   | 1         |

## Ocenění

### Hráč a trenér měsíce
| Měsíc    | Hráč            | Tým               | Trenér          | Tým                  |
| -------- | --------------- | ----------------- | --------------- | -------------------- |
| srpen    | Stanislav Tecl  | SK Slavia Praha   | Michal Bílek    | FC Viktoria Plzeň    |
| září     | Tomáš Chorý     | FC Viktoria Plzeň | Michal Bílek    | FC Viktoria Plzeň    |
| říjen    | Jakub Řezníček  | FC Zbrojovka Brno | Michal Bílek    | FC Viktoria Plzeň    |
| listopad | Lukáš Haraslín  | AC Sparta Praha   | Brian Priske    | AC Sparta Praha      |
| únor     | Dominik Janošek | FK Pardubice      | Brian Priske    | AC Sparta Praha      |
| březen   | Jan Kuchta      | AC Sparta Praha   | Jaroslav Veselý | Bohemians Praha 1905 |
| duben    | Ladislav Krejčí | AC Sparta Praha   | Zdenko Frťala   | FK Teplice           |
| květen   | Václav Jurečka  | SK Slavia Praha   | Brian Priske    | AC Sparta Praha      |

### Král asistencí
| Období       | Hráč                 | Tým               | A |
| ------------ | -------------------- | ----------------- | - |
| 1.–5. kolo   | Marek Matějovský     | FK Mladá Boleslav | 4 |
| 6.–10. kolo  | Petr Ševčík          | SK Slavia Praha   | 3 |
| 11.–15. kolo | Casper Højer Nielsen | AC Sparta Praha   | 4 |
| 16.–20. kolo | Antonín Růsek        | SK Sigma Olomouc  | 3 |
| 21.–25. kolo | Vojtěch Smrž         | FC Hradec Králové | 3 |
| 26.–30. kolo | Robert Hrubý         | FC Trinity Zlín   | 3 |

### Sezónní ocenění

#### Nejlepší hráči podle Ligové fotbalové asociace
| Ocenění         | Vítěz           | Klub              |
| --------------- | --------------- | ----------------- |
| Brankář sezóny  | Matěj Kovář     | AC Sparta Praha   |
| Obránce sezóny  | Asger Sørensen  | AC Sparta Praha   |
| Záložník sezóny | Ladislav Krejčí | AC Sparta Praha   |
| Útočník sezóny  | Jakub Řezníček  | FC Zbrojovka Brno |

#### Cena Ligové fotbalové asociace
| Ocenění                    | Vítěz           | Klub                 |
| -------------------------- | --------------- | -------------------- |
| Hráč sezóny                | Ladislav Krejčí | AC Sparta Praha      |
| Trenér sezóny              | Brian Priske    | AC Sparta Praha      |
| Cizinec sezóny             | Asger Sørensen  | AC Sparta Praha      |
| Objev sezóny               | Matěj Jurásek   | SK Slavia Praha      |
| Osobnost sezóny            | Josef Jindřišek | Bohemians Praha 1905 |
| Hráč sezony podle fanoušků | Mick van Buren  | SK Slavia Praha      |

### Poznámka
1. ↑  Stadion Hradce Králové nesplňuje kritéria pro hraní první ligy, musí proto hrát v azylu v mladoboleslavské Lokotrans Areně.
2. ↑  Jurečka v utkání vstřelil celkem čtyři branky.[34]
3. ↑  Jurečka v utkání vstřelil celkem čtyři branky.[35]